# Andrea Di Nicola
Andrea Di Nicola (1973) è un criminologo e scrittore italiano.

## Biografia
Nel 1991 si diploma in Maturità Scientifica a Verona, nel 1996 si laurea in giurisprudenza all'Università di Trento, nel 2001 consegue il dottorato di ricerca in criminologia e si dedica ad approfondire i temi delle politiche migratorie, del traffico internazionale di migranti e della criminalità economica organizzata. A partire dal 1998 ha sia partecipato che diretto vari studi per la Commissione Europea, il Parlamento Europeo, il Ministero dell’Interno ed il Ministero della Giustizia.
Nel 2010 crea il gruppo di ricerca eCrime, che coniuga ICT, legge & criminologia.
Dal 2015 è socio fondatore della startup Intellegit, dedicata alla gestione dei rischi legati alla sicurezza, la quale nel 2017 ha stretto un accordo con l'organizzazione The International AntiCounterfeiting Coalition (IACC) e Alibaba per il controllo della merce contraffata.
Coautore, con il giornalista Giampaolo Musumeci, del libro di inchiesta Confessioni di un trafficante di uomini, incentrato sugli interessi economici legati ai migranti e tradotto anche in Germania, Francia, Olanda, Polonia, Finlandia e Taiwan.
Il libro ha suscitato interesse sia a livello nazionale che internazionale

## Opere
- Andrea Di Nicola, Prostitution and human trafficking : focus on clients, Springer, 2009, ISBN 978-0-387-73628-0, OCLC 314175987.
- Andrea Di Nicola, Nicoletta Conci e Isabella Orfano, La prostituzione nell'Unione Europea tra politiche e tratta di esseri umani, Angeli, 2006, ISBN 978-88-464-7811-5, OCLC 799457011.
- Andrea Di Nicola, Criminalità e devianza degli immigrati, in Quattordicesimo rapporto sulle migrazioni, 2008, F. Angeli, 2009, ISBN 978-88-568-0518-5, OCLC 879950401.
- Andrea Di Nicola e Giampaolo Musumeci, Confessioni di un trafficante di uomini, Chiarelettere, 2014, ISBN 978-88-6190-374-6, OCLC 898714529.
- Andrea Di Nicola e Fiamma Terenghi, Cocaine trafficking in the EU: commonalities in financing, a cura di Levi Michael, Shentov Ognian e Todorov Boyko, Center for the Study of Democracy, 2015, ISBN 978-954-477-234-5.
- Andrea Di Nicola e Giampaolo Musumeci, Bekenntnisse eines Menschenhändlers: Das Milliardengeschäft mit den Flüchtlingen, Kunstmann, 2015, ISBN 978-3-95614-029-7.
- Andrea Di Nicola, Gabriele Baratto e Elisa Martini, FAKECARE - Developing expertise against the online trade of fake medicines by producing and disseminating knowledge, counterstrategies and tools across the EU, eCrime Research Reports, 2015, ISBN 978-88-8443-677-1.
- Andrea Di Nicola, Fabrizio Costantino, Fiamma Terenghi, Andrea Cauduro, Barbara Vettori, Alexander Stoyanov e Alexander Gerganov, Mapping Anticorruption Enforcement Instrument, Center for the Study of Democracy, 2015, ISBN 978-954-477-239-0.

## Riconoscimenti
- 2014 - Premio Nazionale Paolo Borsellino per l'impegno civile.[2]